# Сретенский, Николай Павлович
Николай Павлович Сретенский (2 мая 1917 года Торжок, Россия — 2 марта 1995 года Тверь, Россия) — советский шашист. Международный мастер, бронзовый призёр чемпионатов СССР по русским шашкам (1954 года) и международным шашкам (1964 года), 18-кратный чемпион РСФСР: 5 раз — в русские шашки, 11 раз — в международные шашки, 2 раза — в игре по переписке. Участник 24 чемпионатов СССР (10 по русским и 14 по международным шашкам) и пяти международных турниров. Заслуженный тренер РСФСР по шашкам.

## Биография
Газета «Тверская правда» от 14 марта 1926 года сообщала, героем массового шашечного турнира стал 8-летний Коля Сретенский. Он победителем среди взрослых в проводившихся по олимпийской системе соревнованиях и получил памятный подарок — книгу по шашкам Василия Руссо. В 10-летнем возрасте он успешно выступил в губернских соревнованиях среди текстильщиков.
В 1932 году окончил школу и поступил в ФЗУ при вагоностроительном заводе. В 1937 году во Всесоюзном турнире перворазрядников занял третье место. В полуфинале первенства СССР выполнил норматив мастера спорта.
В июне 1941 года прошёл полуфинал чемпионата СССР в Ростове-на-Дону. Николай Сретенский получил право на участие в финале первенства страны. Но финал не состоялся из-за начала войны.
Пройдя всю войну вернулся в спорт и в 1948 году выиграл звание чемпиона РСФСР. В это же время стал вести шашечную секцию во Дворце пионеров. Как тренер подготовил 20 мастеров спорта и свыше 40 кандидатов в мастера. В 1963 году ему присвоено звание «Заслуженный тренер РСФСР».